# Julien Offray de La Mettrie
Julien Offray de La Mettrie, född den 23 november 1709 i Saint-Malo, död den 11 november 1751 i Potsdam, var en fransk läkare och upplysningsfilosof. Han är känd som kognitionsvetenskapens grundare. Han var även en framstående materialist under den franska upplysningen och en av de första ateisterna i modern mening; därför framstod han som mycket kontroversiell på sin tid.

## Lära
Julien Offray de La Mettrie ansåg att moraliskt omdöme, fri vilja och tänkande är funktioner som beror på materiens organisation. Han ansåg att det inte finns någon principiell skillnad mellan människa och djur. I sitt verk L'homme machine (svenska: Maskinen människan), slutförde han sin argumentering för den saken, och förnekade därmed Guds existens. År 1746 verkade han hos Fredrik II i Berlin. Där skrev han olika skrifter, bland annat L'Art de jouir (svenska: Konsten att njuta, 1751), som var en lyckoetik i anslutning till Epikuros materialism och etik. Liksom Epikuros vände han sig emot stoikerna och andra förmenta asketer. La Mettrie var periodvis mycket produktiv som författare (L'homme machine skrevs på bara några dagar), men han beklagade sig i brev över återkommande perioder av djup nedstämdhet, vilket tycks tyda på en bipolär läggning.

## Utmärkelser
Asteroiden 7095 Lamettrie är uppkallad efter honom.